# Francisco Maldonado (calciatore)
Francisco José Maldonado Collante (San Fernando, 2 giugno 1981) è un ex calciatore spagnolo, di ruolo attaccante.